# パチャカマック (神話)
パチャカマック（綴りはPachacamac、Pacha Kamaqなど）は、元はインカ帝国に征服される前のペルーに伝えられていた創造神。名前の意味は、インディオのシエサ・デ・レオンによればカマック＝「創造者」、パチャ＝「世界」であり、『インカ皇統記』の著者ガルシラーソ・デ・ラ・ベーガによればカマック＝「活気を与える人」「生命を与える人」であるという。
リマ首都圏中心部から約40キロ南東にあるパチャカマック遺跡という同名の場所にパチャカマ神殿があり、そこでのみ拝まれていた。古くからある太陽神信仰であり、周辺地域に大きな影響力を持っており、神殿周辺の地域を制圧した人々はその信仰を抑圧するのではなく自分たちの太陽神信仰と融合させたとされる。
パチャカマックの神話はまばらで、いくつもの話が伝えられている。
例えば、パチャカマックとマンコ・カパック、およびウィラコチャが太陽神インティの3人の息子であるとも言われる。
ある話では、パチャカマックが土から最初の人間の男女を作った。しかし男が餓死したため、女は一人で木や草の根を食べていた。太陽が女の寂しい暮らしを見かねて男の子を授けたが、パチャカマックが男の子を殺した。男の子の遺体からは、歯からトウモロコシが、体から食べられる植物が生えだしたという。
また、ある話では、パチャカマックは月の女神と結婚し、月の女神が産んだパチャカマックの息子と娘が土から作った人間に農業や家の建て方、服の織り方を教えた。兄妹はチチカカ湖に住むようになり、兄はインカ（帝）と呼ばれ、その妹は彼の后になった。インカの支配者は全て、この最初の夫婦から始まった。
別の話でもパチャカマックが最初の人間の男女を作るが、マンコ・カパックが2人に食べ物を与えるのを忘れ、男の方は飢え死にしてしまう。そのため、最初の女はパチャカマックの父インティの頭の上で、自分を地球上総ての民族の生みの親になるよう祈った。パチャカマックはその事に怒って最初の女の子供達を殺そうとし、彼とインティの争いが起こった。最終的にパチャカマックは敗れ、最初の女の子供の一人のウィチャカによって海の中へ追放されたとされる。